# Óttarr svarti
Óttarr svarti (norwegisch/schwedisch Ottar Svarte) war ein Skalde im Gefolge Olavs des Heiligen und gehört zu den wichtigsten Quellen über ihn. Zu Beginn war er Skalde beim schwedischen König Olof Skötkonung. Als Óttarr kurz nach 1020 nach Norwegen kam, ließ ihn König Olav zunächst festsetzen. In seiner Bedrängnis dichtete er das Gedicht Höfuðlausn (Kopflösung), das so gut war, dass ihn der König freiließ. In diesem Gedicht schilderte Óttarr die in- und ausländischen Unternehmungen des Königs. Später dichtete er ein großes Lied auf Knut den Großen.